# Calendari persa
El calendari persa o calendari iranià és un calendari solar on l'any comença el 21 de març. El març del 2002 va començar l'any 1381 del calendari persa. Aquest calendari va ser adoptat el 1925 i es considera més precís que el calendari gregorià atès que en el calendari gregorià hi ha un error d'un dia cada 3320 anys, mentre que en el calendari persa el mateix error apareixeria cada 3.8 milions d'anys. El calendari persa té sis mesos amb 31 dies, els cinc mesos següents amb 30 dies i l'últim amb 29 o 30 dies segons sigui de traspàs o no.
L'any comença en Nowruz (l'any nou persa) que coincideix amb el 21 de març del calendari gregorià. L'1 de gener de 2000 del calendari gregorià és l'11 de Dej de 1378 del calendari persa.
|    | Nom         | Nom iranià | Data d'inici   | Durada |
| -- | ----------- | ---------- | -------------- | ------ |
| 1  | Farvardin   | فروردین    | 21 de març     | 31     |
| 2  | Ordibehesxt | اردیبهشت   | 21 d'abril     | 31     |
| 3  | Hxordad     | خرداد      | 22 de maig     | 31     |
| 4  | Tir         | تیر        | 22 de juny     | 31     |
| 5  | Mordad      | مرداد      | 23 de juliol   | 31     |
| 6  | Sxahrivar   | شهریور     | 23 d'agost     | 31     |
| 7  | Mehri       | مهر        | 23 de setembre | 30     |
| 8  | Aban        | آبان       | 23 d'octubre   | 30     |
| 9  | Azar        | آذر        | 22 de novembre | 30     |
| 10 | Dej         | دی         | 22 de desembre | 30     |
| 11 | Bahman      | بهمن       | 21 de gener    | 30     |
| 12 | Esfand      | اسفند      | 20 de febrer   | 29/30  |